# Skewb
Skewb (/ˈskjuːb/) là một câu đố cơ học theo phong cách của Lập phương Rubik. Nó được phát minh bởi Tony Durham và được tiếp thị bởi Uwe Mèffert. Không giống như khối Rubik xoay quanh các mặt, Skewb quay quanh các trục đi qua các góc của nó. Đó là một câu đố có chiều sâu.

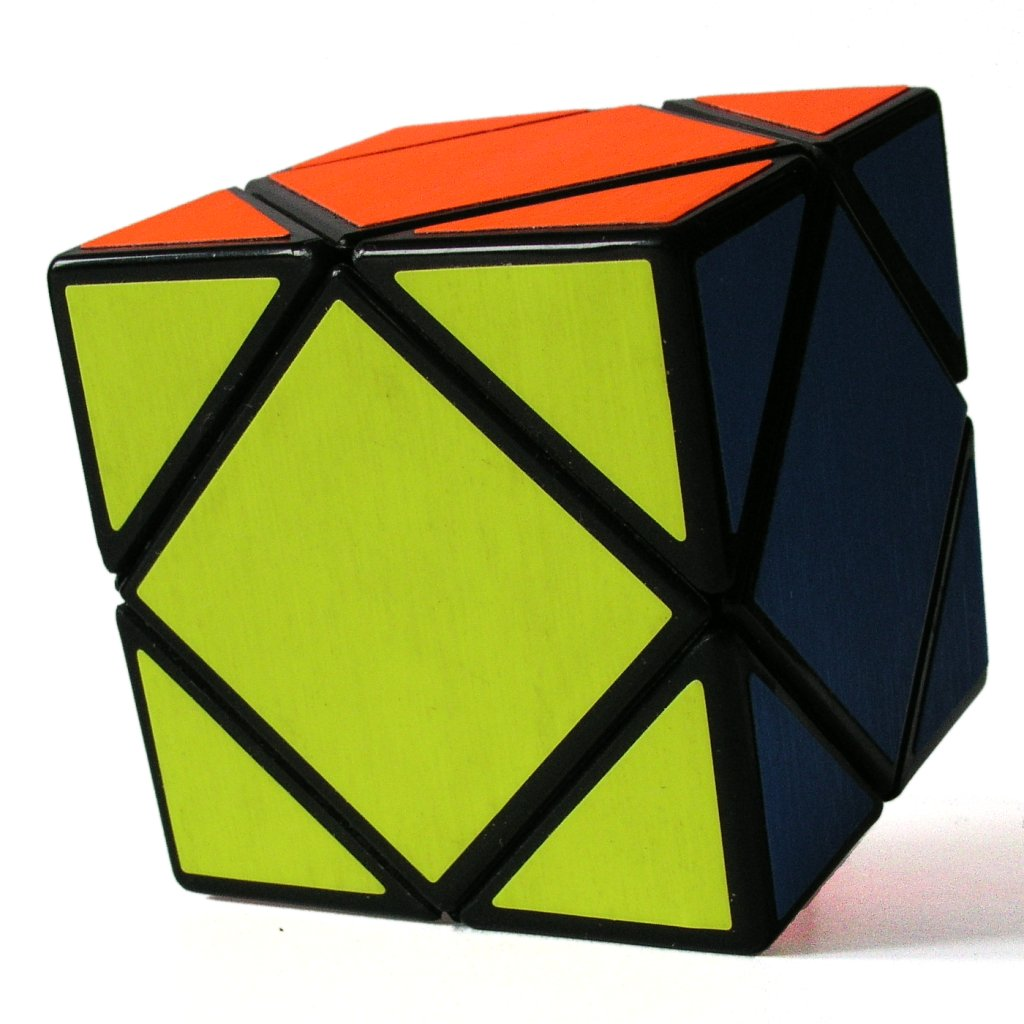
Skewb đã được giải

Bốn mặt phẳng quay của Skewb được thể hiện trong hình này

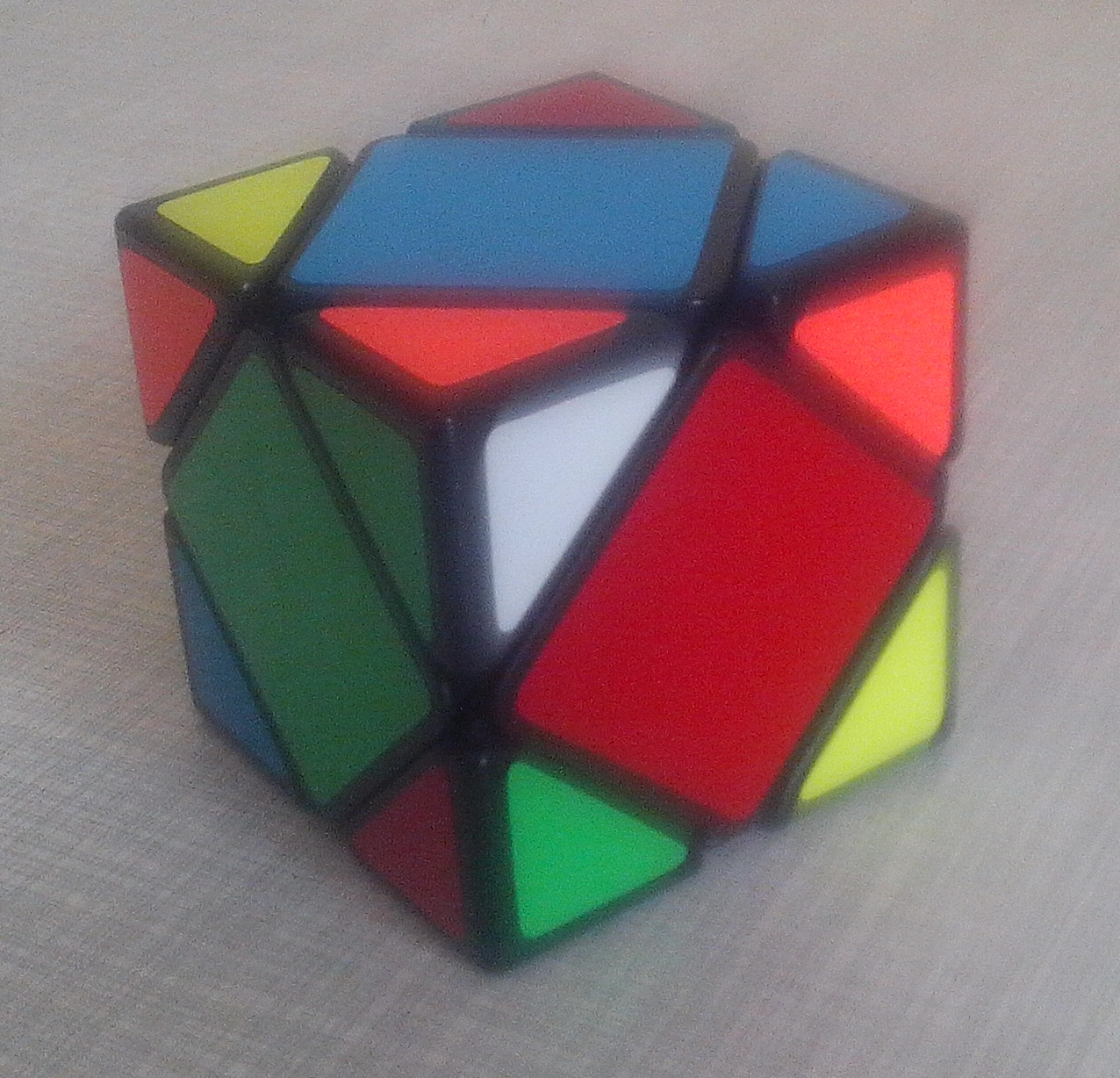
Skewb đã được xáo trộn

Các skewb khó hơn, được đặt tên là Master Skewb và Elite Skewb.
Vào tháng 12 năm 2013, Skewb đã được công nhận là một câu đố thi đấu của WCA.

## Tên gọi
Tên ban đầu của câu đố này là Pyraminx Cube, để nhấn mạnh rằng nó là một trong những loạt trò chơi bao gồm những câu đố đầu tiên của ông. Tên Skewb được đặt ra bởi Douglas Hofstadter trong chuyên mục Metamagical Themas của ông, và nó không chỉ để tiếp thị Pyraminx Cube dưới cái tên này mà còn được đặt tên cho một số câu đố khác của Mèffert sau nó, chẳng hạn như Skewb Diamond.

## Cơ chế của Skewb
Mặc dù Skewb trông đơn giản, các mảnh của nó thực sự được chia thành các nhóm con và có những hạn chế rõ ràng khi kiểm tra cơ chế của câu đố. 8 góc được chia thành hai nhóm. Bốn góc gắn với trung tâm và bốn góc "nổi" có thể được tháo ra khỏi dễ dàng. Các góc này không thể hoán đổi cho nhau, tức là trong một nhóm bốn góc, vị trí tương đối của chúng không thay đổi. Chúng có thể được phân biệt chúng bằng cách tác động lực lên góc. Nếu nó ấn xuống một chút, đó là góc nổi. Các trung tâm chỉ có hai hướng xoay được. Điều này trở nên rõ ràng bằng cách xáo trộn một câu đố giống Skewb (chẳng hạn như Skewb Diamond hoặc Skewb Ultimate), hoặc bằng cách tháo rời khối hình.

## Các kỷ lục
Kỷ lục thế giới Skewb là 0,93 giây, được thiết lập bởi Andrew Huang của Úc vào ngày 12 tháng 7 năm 2019 tại WCA World Championship 2019 ở Melbourne, Australia.
Kỷ lục thế giới trung bình (không bao gồm lần giải nhanh nhất và chậm nhất) là 2,03 giây, được thiết lập bởi Łukasz Burliga của Ba Lan vào ngày 17 tháng 12 năm 2017 tại CFL Santa Claus Cube Race 2017 ở Bełchatów, Ba Lan, với thành tích là 2,48; 1,91; 1,71; 1,39 và 4,98 giây.

### Top 5 người có thành tích cá nhân nhanh nhất[7]
| Tên                 | Thành tích | Cuộc thi                       |
| ------------------- | ---------- | ------------------------------ |
| Andrew Huang        | 0,93 giây  | Giải vô địch thế giới WCA 2019 |
| Leo Min-Bedford     | 0,97 giây  | Selangor Cube Open 2019        |
| Carter Kucala       | 1,02 giây  | Minnesota Cube Days 2020       |
| Daniel Vædele Egdal | 1,04 giây  | Tårnby Cube Træf 2019          |
| Jonatan Kłosko      | 1,10 giây  | ŚLS Wodzisław Śląski 2015      |

### Top 5 người có thành tích trung bình nhanh nhất của 5 lần giải[8]
| Tên                   | Thành tích | Cuộc thi                       |
| --------------------- | ---------- | ------------------------------ |
| Łukasz Burliga        | 2,03 giây  | CFL Santa Claus Cube Race 2017 |
| Michał Rzewuski       | 2,13 giây  | III Masovian Open 2019         |
| Michał Krasowski      | 2,23 giây  | LLS VI 2018                    |
| Rasmus Stub Detlefsen | 2,28 giây  | WCA Euro 2018                  |
| Yanchen Zhu (朱彦臣)  | 2,32 giây  | Chiều năm mới Thành Đô 2021    |

## Liên kết ngoại
- Birgit Nietsch's Skewb page
- Jaap's Skewb page
- Kirjava-Meep Skewb Method proposed by Thom Barlow and Kristopher De Asis.
- Sarah Strong's Skewb Method with variations for all skill levels.
- Rubik'skewb solution by Hideki Niina.
- Ranzha's Skewb Method by Brandon Harnish.